# Aliança Nacional Mallorquina
Aliança Nacional Mallorquina (ANAM) (Alianza Nacional Mallorquina) fue un partido político español de ámbito mallorquín fundado el 1975 por Climent Garau Arbona y Josep Melià Pericàs, de ideología centrista, con la pretensión de dar apoyo a las peticiones de autogobierno para las Islas Baleares. Desapareció a los pocos meses, pero reapareció el 1976 para integrar al Grupo Autonomista y Socialista de las Islas (GASI), el Partit Nacionalista Mallorquí, los disidentes del Partit Socialista de les Illes (PSI), y un grupo de independientes agrupados por Josep Melià.
En su programa reclamaba libertades, democracia, un estatuto de autonomía para las Islas Baleares, la negociación con el Estado de las competencias que tenían que ser transferidas a los entes autonómicos, y la planificación de un modelo de sociedad ajustado a las necesidades del país. A principios de 1977 ANAM se transformó en Unión Autonomista de Baleares.
- Datos: Q8195559